# Allobrogicum
L'allobrogicum ou allobrogica est un cépage antique qui se développa entre une région déterminée par le lac Léman, les Alpes et le Rhône, le pays des Allobroges, . Il avait l'avantage de mûrir avant les gelées et d'être capable de résister aux conditions climatiques alpines. Lors de la colonisation romaine son vin, connu sous le nom de vin poissé (vinum picatum), rendit célèbre Vienne-la-Vineuse, port d'embarquement des amphores et des tonneaux contenant ce vin.

## Origine

### Histoire

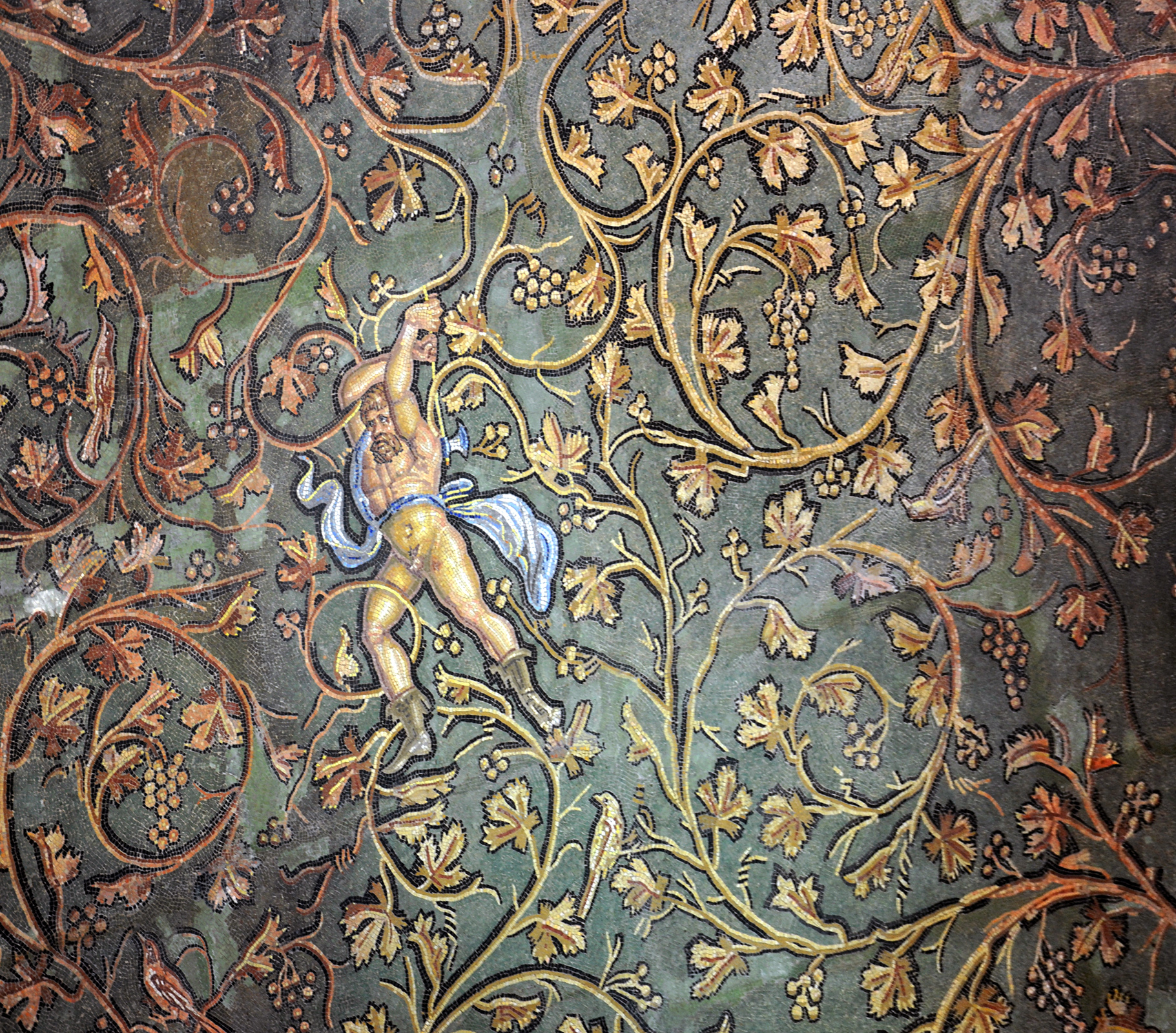
Mosaïque de Lycurgue

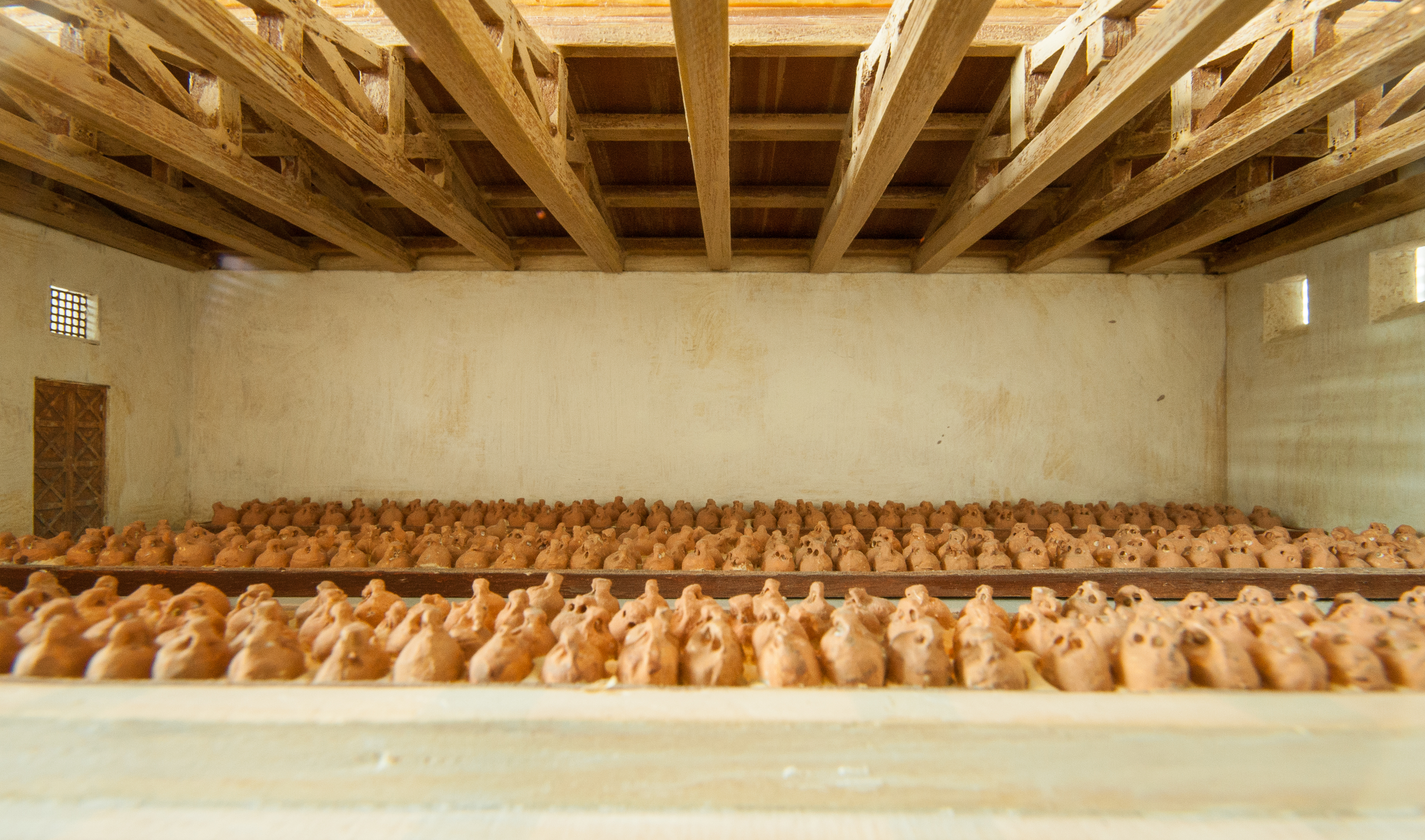
Entrepôt d'amphores à Vienne-la-Vineuse

Dans le courant du Ier siècle, les Allobroges avaient sélectionné un cépage nouveau, l'allobrogica. Ce raisin rouge à la maturité tardive était adapté à l'altitude et au climat local Allobrogica frigidis locis gelu maturescens et colore nigra. Les Romains trouvèrent ce cépage à leur arrivée en 120 avant notre ère et son vin entra dans l'histoire à l'époque d'Auguste. Columelle donna à son vin le qualificatif de « vinum picatum », c'est-à-dire de vin poissé,. Selon Pline le goût de résine qui caractérisait le vin des Allobroges était dû aux forêts de sapins qui entouraient le vignoble. Columelle, en bon agronome, décrivit quant à lui, les procédés employés à l'époque pour aromatiser les vins. Résultat de leur passage dans des dolia poissées et de leur transport dans des tonneaux aux douelles de sapin ou de mélèze,. 
Pline l'Ancien nous a décrit ses crus, le sotanum, le taburnum et l'ellicum. Ils étaient commercialisés à partir de Vienne, ce qui permit à Martial de chanter et célébrer les vins de Vienne-la-Vineuse. Le médecin Celse les recommandait pour certaines affections de l'estomac.

### Famille des serines

Représentation du cépage allobrogica sur fresques et mosaïques à Vienne-la-Vineuse
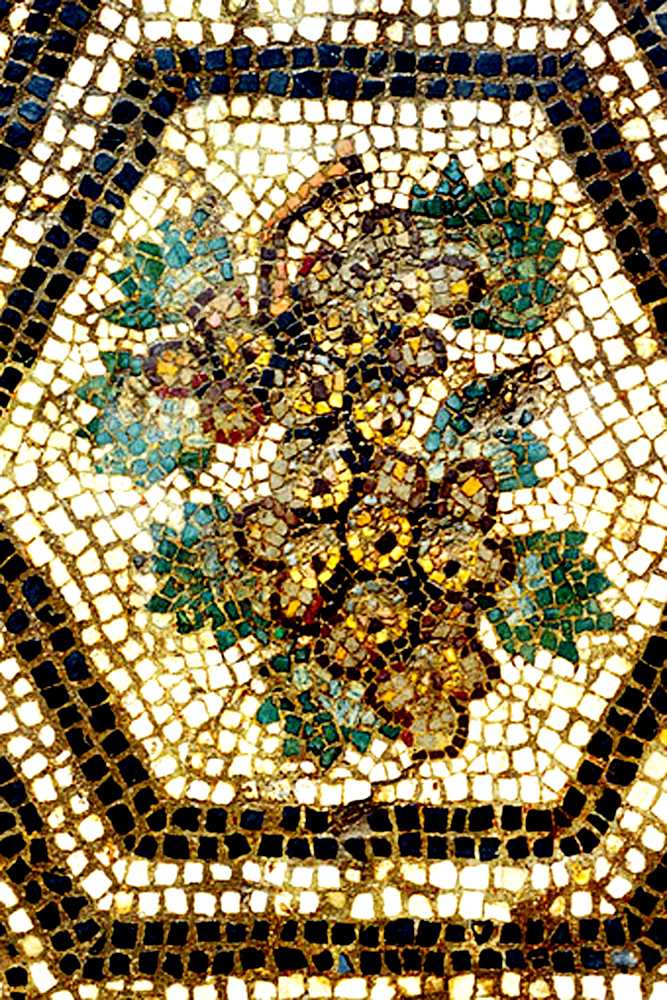
Détail de la mosaïque au rafraîchissoir
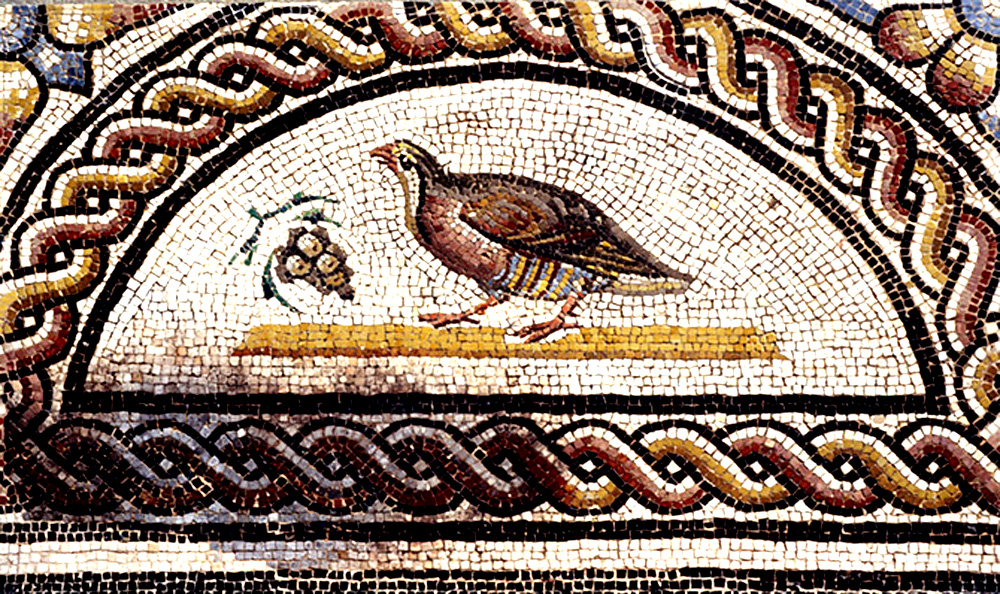
Mosaïque de la maison des cratères et des oiseaux
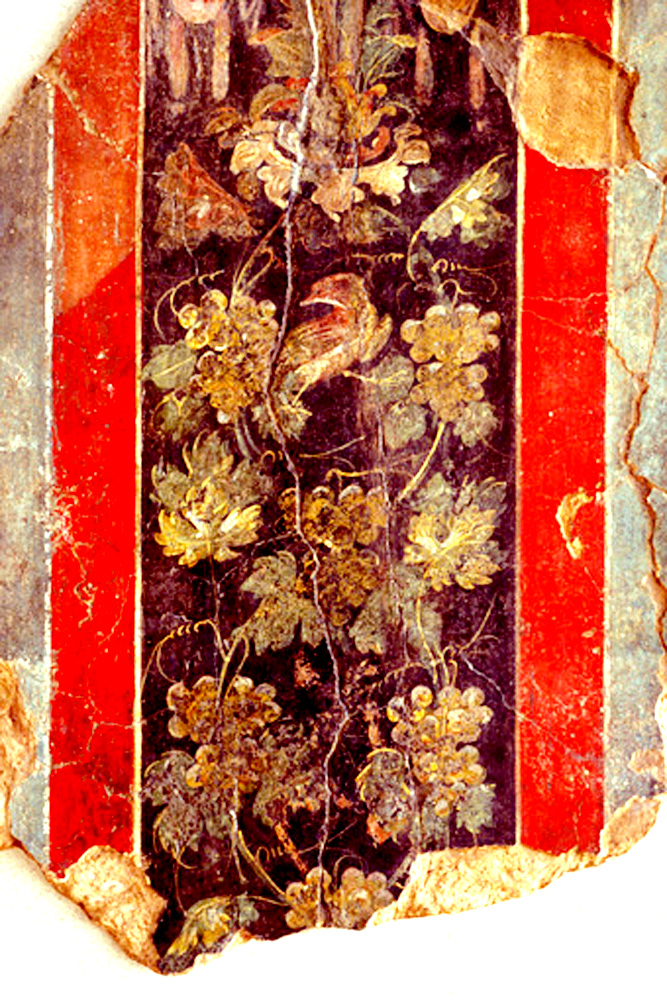
Fresque de la maison de la paroi du globe

Jacques André et Louis Levadoux, en 1964, publièrent une étude sur La vigne et le vin des Allobroges. Ils y ont démontré que le fameux cépage de l'antiquité, Vitis allobrogica était une proto-mondeuse et qu'il y avait des similitudes morphologiques entre la syrah rhodanienne et la mondeuse savoyarde. 
En 2000, deux équipes ampélographiques, celle de l'INRA de Montpellier menée par Jean-Marie Boursiquot et celle de l'université de Californie à Davis menée par Carole Meredith, ont mis en évidence que la syrah était le produit d’un croisement entre la dureza, cépage noir de l'Ardèche, et la mondeuse blanche de Savoie. Louis Levadoux expliqua qu'il en était de même avec les cépages blancs que sont la roussanne et la marsanne. Ce faisant, il mit en évidence l'existence d'un sorto-type allobrogique ou famille des Sérines.

## Caractères ampélographiques
Certaines caractéristiques de l’allobrogica ont été conservées au fil des générations, tandis que d’autres ont été perdues. Par exemple, Pline l’Ancien précise que le raisin noir de l’allobrogica mûrit à la gelée et perd ses qualités en émigrant. Cette maturation tardive se retrouve chez la mondeuse noire et la syrah.
Par analogie, on peut en déduire que le cépage antique préférait les sols caillouteux à forte teneur en calcaire et argile (comme les variétés de la famille des sérines), qu'il était très sensible à la sécheresse et qui nécessitait l'irrigation. De plus, d'après ses représentations, cette vigne, conduite selon la méthode romaine sur pergola, devait être très vigoureuse et à rendement élevé. 